# 斯派滕戴维尔火车脱轨事故
斯派滕戴维尔火车脱轨事故是2013年一起发生在美國纽约市斯派滕戴维尔站（又称为斯派特代夫尔站）附近的列车出轨事故，脱轨列车为大都會北方鐵路运营的哈德逊线，事故目前造成4人遇难63人受伤。

## 事故
当地时间2013年12月1日5:54一列列车从波基普西站发车开往纽约大中央車站，于07:22 北美东部时区（12:22 UTC）在斯派滕戴维尔站北方100码（91米）位置出轨，刚刚经过和西城线交叉口，这列火车不停靠斯派滕戴维尔站，计划于07:43到达位于曼哈顿大中央车站。现场照片显示所有七节车厢以及机车在斯派滕戴维尔站前的曲线轨道出轨，其中四节车厢出轨严重，一辆车厢紧靠河边；事故造成4死遇难63人受伤。纽约市消防局出动125名消防队员赶赴现场协助救援行动，受到事故影响哈德逊线被关闭。附近的西城线于当日下午三时恢复美铁列车运行。

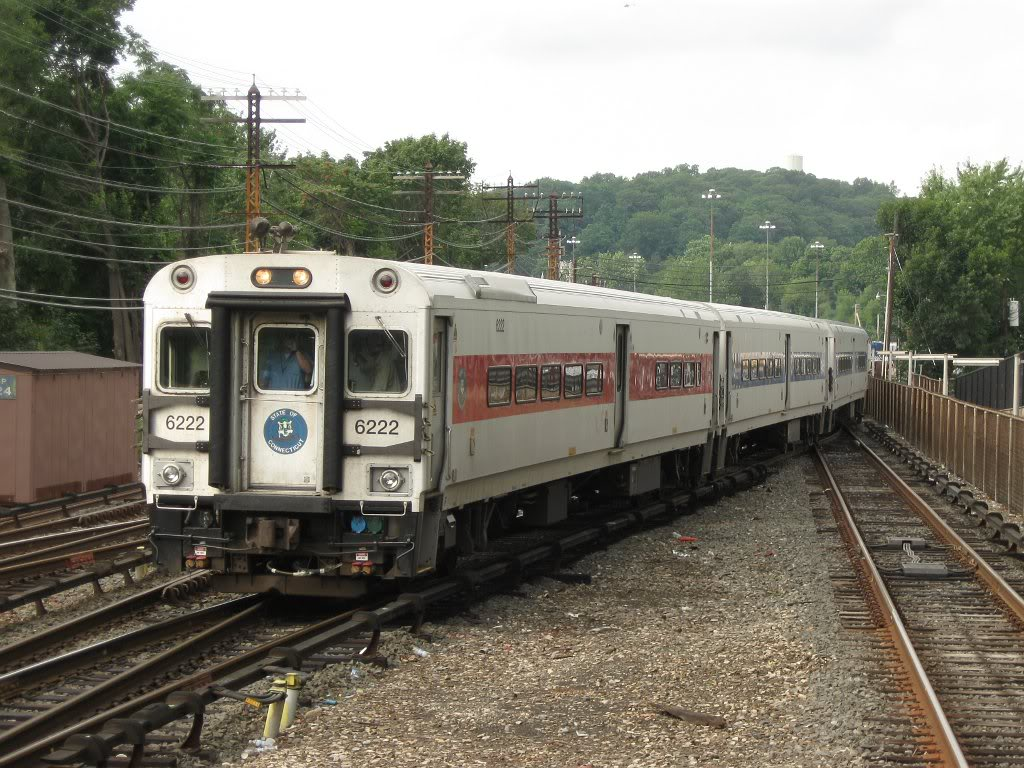
出事列车 摄于2009年

四个月前一列货运火车也在此处出轨。

## 调查

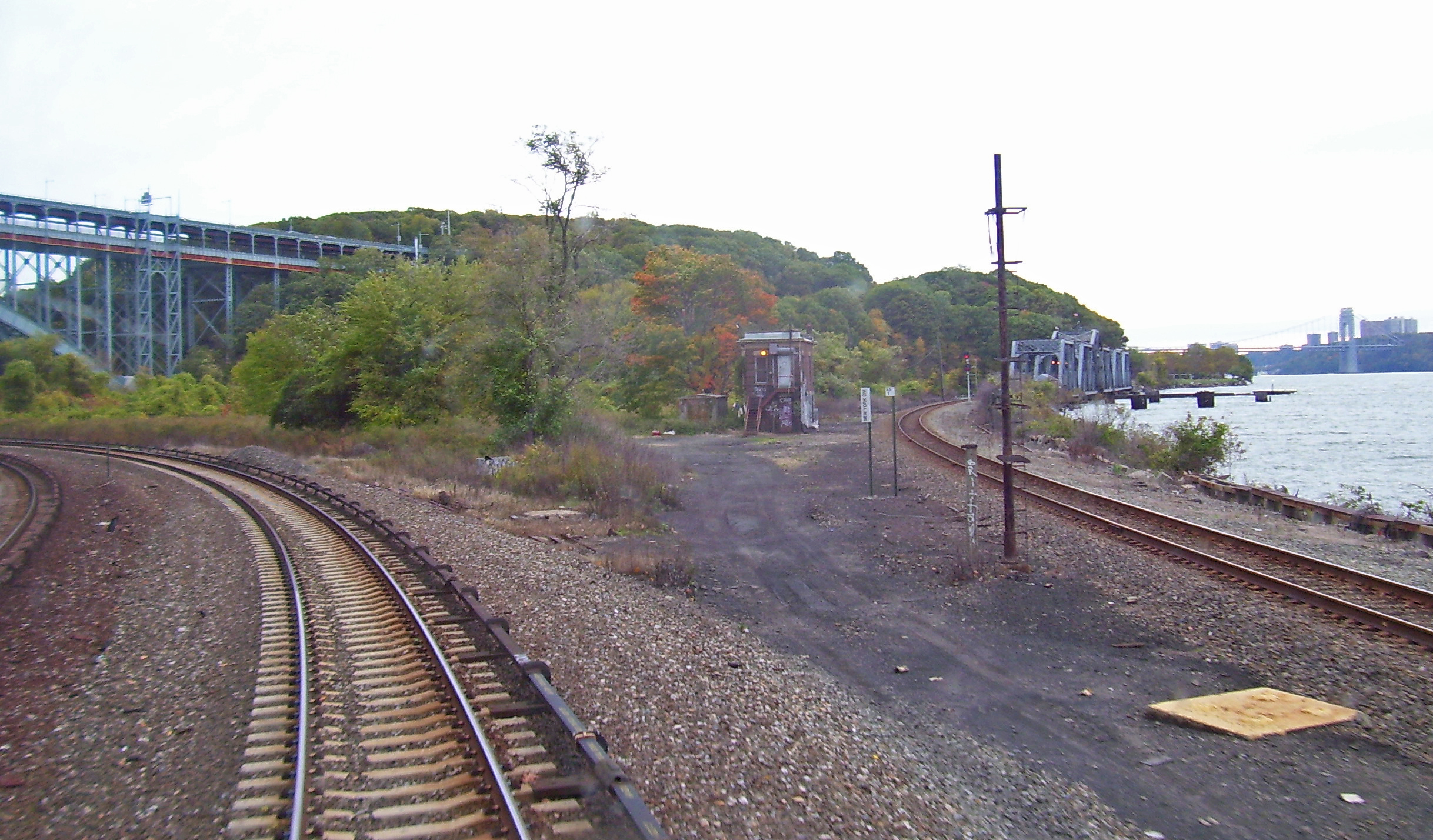
一张2007年拍摄的照片显示西城线和哈德逊线刚刚分开的位置，本次出轨事故就发生在这里。

美国国家运输安全委员会派出一个小组前往事故现场开始调查。

## 原因
有目击者表示列车在拐弯经过车站时“比正常速度快了很多”。